# تاريخ المرأة في الهندسة

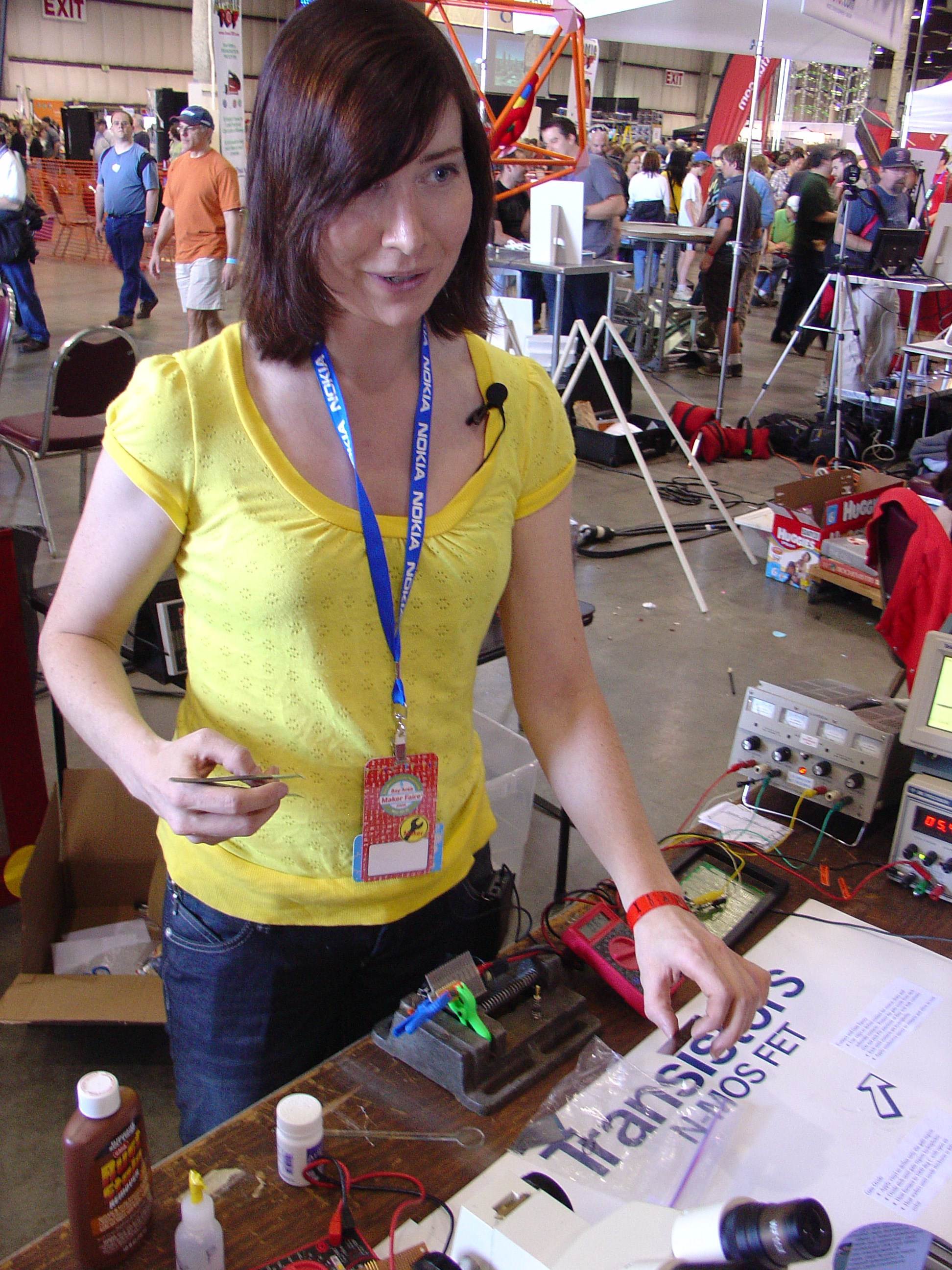

يسبق تاريخ المرأة في الهندسة تطور مهنة الهندسة. سعت النساء ذوات المهارات الهندسية -قبل أن تُعتبر الهندسة مهنة رسمية- في كثير من الأحيان إلى الاعتراف بهن كمخترعات، مثل هيباتيا في الإسكندرية (350 أو 370-415 ميلادي)، والتي يُنسب لها اختراع مقياس الهايدرومتر.
كانت هناك العديد من النساء المسلمات -خلال الفترة الذهبية الإسلامية من القرن الثامن حتى القرن الخامس عشر- اللاتي كنّ مخترعات ومهندسات، مثل عالمة الفلك مريم الأسطرلابي في القرن العاشر.
حصلت النساء اللاتي أنجزن أعمالًا هندسية غالبًا، على تدريب أكاديمي في الرياضيات والعلوم، في القرن التاسع عشر، على الرغم من بقاء الكثيرات منهن غير مؤهلات للتخرج بشهادة في الهندسة، مثل آدا لوفيلاس أو هرثا ماركس أيرتون. كانت ريتا دي مورايس سارمينتو، واحدة من أولى النساء في أوروبا اللاتي حصلن على شهادة جامعية في الهندسة عام 1896. حصلت كل من إليزابيث براغ (1876) وجوليا مورغان (1894)، على درجة البكالوريوس في هذا المجال، في الولايات المتحدة الأمريكية في جامعة كاليفورنيا في بيركلي.
قُبل عدد قليل من النساء في البرامج الهندسية، في السنوات الأولى من القرن العشرين، لكن نُظر إليهن بغرابة من قبل نظرائهن الذكور. كانت أليس بيري (1906) وإليزا ليونيدا زامفيريسكو (1912) من أوائل الأوروبيات اللاتي حصلن على شهادة في الهندسة. أحدث دخول الولايات المتحدة إلى الحرب العالمية الثانية، نقصًا خطيرًا في المواهب الهندسية، إذ جُنّد الرجال في القوات المسلحة. كان التدريب الهندسي أثناء العمل جي إي، للنساء الحاصلات على شهادات في الرياضيات والفيزياء، وكان للبرنامج الهندسي كورتيس رايت «متدربات كورتيس رايت» مثل، روزيلا فنتون. عقدت الشركة شراكة مع جامعة كورنيل، وجامعة ولاية بنسلفانيا، وجامعة بوردو، وجامعة مينيسوتا، وجامعة تكساس، ومعهد رنسيلير للعلوم التطبيقية، وجامعة ولاية أيوا، لإنشاء منهاج دراسي هندسي، سجل في نهاية المطاف أكثر من 600 امرأة. استمرت الدورة عشرة أشهر وركزت بشكل أساسي على تصميم الطائرات وعملية الإنتاج.
اختيرت كاثلين ماكنولتي (1921-2006) لتكون واحدة من المبرمجين الأصليين لأول حاسوب إلكتروني للأغراض العامة إينياك. وبدأ معهد جورجيا التقني في تسجيل الطالبات لدراسة الهندسة في عام 1952. وخرّج معهد ماساتشوستس للتكنولوجيا (إم آي تي) أول طالبة له إيلين سوالوا ريتشاردز (1842-1911) في عام 1873. بينما بدأت جامعة بولي التقنية في باريس بتسجيل الطالبات للدراسة في عام 1972. ارتفع عدد شهادات البكالوريوس في الآداب والعلوم الممنوحة للنساء في الولايات المتحدة بنسبة 45% بين عامي 1980 و1994. وانخفض مع ذلك بين عامي 1984 و1994، عدد النساء اللاتي تخرجن بدرجة بكالوريوس في العلوم أو بشهادة جامعية أولى، في علوم الحاسوب بنسبة 23%.

## المصطلح
اكتسب مصطلحا «مهندس» و«هندسة» على الرغم من أنهما يعودان إلى العصور الوسطى، معناهما واستخدامهما الحاليين فقط في القرن التاسع عشر. المهندس باختصار، هو الذي يستخدم مبادئ الهندسة  -أي اكتساب وتطبيق المعرفة العلمية والرياضية والاقتصادية والاجتماعية والعملية- من أجل تصميم وبناء الهياكل، والآلات، والأجهزة، والأنظمة، والمواد، والعمليات. تشمل بعض الفروع الرئيسية لمهنة الهندسة، الهندسة المدنية، والهندسة العسكرية، والهندسة الميكانيكية، والهندسة الكيميائية، والهندسة الكهربائية، وهندسة الفضاء الجوي، وهندسة الحواسيب، والهندسة الطبية الحيوية.

## المخترعات
سعت النساء ذوات المهارات الهندسية في كثير من الأحيان -قبل الاعتراف بالهندسة كمهنة رسمية- إلى أن يُعترف بهن كمخترعات. كانت هيباتيا في الإسكندرية (350 أو 370- 415)، والتي يُنسب إليها اختراع الهايدرومتر، من أولى النساء المخترعات. اخترعت تابيثا بابيت (1784-1853)، صانعة أدوات أمريكية، أول منشار دوار. كانت ساره غوبي (1770-1852) إحدى الإنكليزيات اللاتي حصلن على براءة اختراع لتصميم قواعد الجسور. كانت ماري ديكسون كايس (1752-1837) أول امرأة أمريكية تحصل على براءة اختراع، على طريقتها في نسج القش في عام 1809.

## القرن التاسع عشر: الدخول في المهن التقنية
انفتحت مهن جديدة قائمة على التكنولوجيا لكل من الرجال والنساء مع قدوم الثورة الصناعية في القرن التاسع عشر. لم تُذكر ساره باغلي فقط لجهودها في تحسين ظروف العمل للعاملات في المصانع في لويل في ماساتشوستس في ثلاثينيات وثمانينيات القرن التاسع عشر، ولكن أيضًا لكونها واحدة من أولى النساء اللاتي عملن كعاملات برقيات.
بدأ تدريس الهندسة كتخصص أكاديمي رسمي في أواخر القرن الثامن عشر وأوائل القرن التاسع عشر. تأسست جامعة بولي التقنية في فرنسا عام 1794، لتدريس الهندسة العسكرية والمدنية. أنشأت أكاديمية وست بوينت العسكرية في الولايات المتحدة برنامجًا على غرار جامعة بولي التقنية في عام 1819. بدأ معهد رنسيلير للعلوم التطبيقية (أر بي آي) بتدريس الهندسة المدنية في عام 1828. ولم تقبل مع ذلك أي من هذه المؤسسات عندما تأسست النساء كطالبات فيها.
حصلت النساء اللاتي أنجزن أعمالًا هندسية غالبًا على تدريب أكاديمي في الرياضيات والعلوم في القرن التاسع عشر. درست آدا لوفليس (1815-1852)، ابنة اللورد بايرون، الرياضيات خصوصًا، قبل بدء التعاون مع تشارلز بابيج في العمل على محركه التحليلي، الذي أكسبها مسمى «أول مبرمجة للحاسوب». ساعدت هيرثا ماركس أيرتون (1854-1923)، وهي مهندسة ومخترعة بريطانية، في تطوير إنارة القوس الكهربائي، ودرست الرياضيات في كامبريدج في عام 1880، لكنها لم تُمنح شهادة، إذ لم تُمنح النساء سوى شهادات إتمام في ذلك الوقت. انتقلت إلى جامعة لندن، التي منحتها درجة البكالوريوس في العلوم في عام 1881. وأكملت بالمثل ماري إنغل بينينغتون (1872-1952)، وهي كيميائية أمريكية ومهندسة تبريد، متطلبات الحصول على درجة البكالوريوس في الكيمياء من جامعة بنسلفانيا في عام 1892، ولكن مُنحت شهادة كفاءة بدلًا من ذلك.
أصبحت كل من إليزابيث براغ وجوليا مورغان، أول امرأتين تحصلان على درجة البكالوريوس في الهندسة، من جامعة كاليفورنيا في بيركلي، الولايات المتحدة الأمريكية، في تخصص الهندسة المدنية (1876) والهندسة الميكانيكية (1894). تخرجت بيرثا لام من جامعة ولاية أوهايو في الهندسة الميكانيكية، في نفس العام من إتمام مورغان. كانت ريتا دي مورايس سارمينتو (1872-1931) أول امرأة تحصل على شهادة هندسة في أوروبا. والتحقت في أكاديمية الفنون التطبيقية في بورتو، لدراسة المهندسين المدنيين للأشغال العامة، والتي خلصت إليها بفروق مختلفة في عام 1894. وحصلت بعد عامين على «شهادة القدرة في الهندسة المدنية» لتعمل كمهندسة محترفة، على الرغم من أنها لم تكن لتمارسها، ما يعني أنها كانت أول مهندسة أوروبية معترف بها رسميًا وبالكامل. تضمنت أسماء النساء الأخريات في مجال الهندسة في نفس الفترة الزمنية، ثلاث نساء دانمركيات: أغنيس كلينغبرغ، وبيتزي ماير، وجولي أرينهولت، اللاتي تخرجن من عام 1897 إلى عام 1901، من كلية الفنون التطبيقية (البوليتكنك لورنستالت)، والمعروفة اليوم باسم جامعة تكنك الدنماركية.
كانت النساء اللاتي لم يحملن شهادات الهندسة الرسمية، جزءًا لا يتجزأ من نجاحات الهندسة المدنية في القرن التاسع عشر. عُرفت إميلي وارن روبلينغ بإدارة عملية البناء لجسر بروكلين، وكانت أول شخص يعبر الجسر في حفل افتتاحه في عام 1883. عمل واشنطن روبلينغ، زوج روبلينغ، ككبير المهندسين لمشروع جسر بروكلين، حتى شعر بالتوعك بسبب مرض الضغط. تولت إميلي وارن روبلينغ بعد مرض زوجها، واجباته في موقع المشروع، وتعلمت بنفسها عن الخواص المادية، ومد الكابلات، وحساب منحنيات السلسلة، وغيرها من المواضيع.